# 内因子
内因子（ないいんし、英: Intrinsic factor）とは、胃壁細胞によって作られる糖タンパク質である。胃内因子（gastric intrinsic factor; GIF）とも呼ばれる。回腸終端部におけるビタミンB12の吸収に必要不可欠なもので、ヒトにおいては、胃内因子のタンパク質は胃内因子遺伝子情報から合成される。

## 内因子の欠乏
萎縮性胃炎では、腸上皮化生のような腸又は線維組織によって胃組織の置換が起こり胃腺細胞の減少をもたらす胃粘膜の慢性炎症の過程が起こり、塩酸、ペプシン、内因子のような基本的な物質の胃での分泌が結果的に障害を起こし、消化器系の疾患、ビタミンB12欠乏と悪性貧血である巨赤芽球性貧血をもたらす。胃粘膜が萎縮することでビタミンB12の吸収に必要な内因子が低下するためにDNAの合成が障害され異常な巨赤芽球ができるために悪性貧血が起こる。内因子の欠乏は他にも胃全摘後などにも起こるが、悪性貧血と呼ばれるのは萎縮性胃炎によるものだけである。「悪性」と呼ばれるのはビタミンB12が発見されるまでは治療法がなく致死的な経過をたどったため。

## ビタミンB12 の吸収メカニズム
内因子は、以下に述べるビタミンB12吸収メカニズムの一端を担っている。
- ハプトコリンは、唾液腺から分泌され、Rタンパク質とも呼ばれている。
- 食事中のビタミンB12は、タンパク質と結び付いており、胃のペプシンがタンパク質を分解しビタミンB12が遊離される。
- 胃の中で遊離したビタミンB12はハプトコリンと強く結び付き、安定化し、胃内の強酸性下でのビタミンB12の分解を防いでいる。
- ビタミンB12とハプトコリンの結合体は、胃から十二指腸に移動し、ハプトコリンが膵液によって消化され、ビタミンB12が遊離し、胃で分泌された内因子と結び付く。
- このビタミンB12と内因子との結合体は回腸終端部の柔毛から腸上皮細胞に吸収される。

正常な胃の機能を有した（萎縮性胃炎などにより内因子の分泌障害のない）健康な成人での食事中のビタミンB12の吸収率は50%程度であると言われている。
ビタミンB12 は内因子と結び付かないと腸から効果的に吸収されないため、内因子の分泌量が制約要因となり食事当たり2μg 程度でビタミンB12の吸収が飽和する。このため、過剰のビタミンB12 を摂取しても生理的には吸収されない。
また、平均排泄量2.5μg/日のビタミンB12 化合物が胆汁中に排泄され、胆汁中に排泄されるビタミンB12 の半数は腸肝循環により再吸収され、残りは糞便へ排泄される。